# Ilja Schierbaum
Ilja Schierbaum (* 23. Oktober 1976 in Berlin) ist ein deutscher Schauspieler, Texter und Musiker.

## Leben
Geboren und aufgewachsen in Berlin zeigt Ilja Schierbaum früh Begeisterung für den Schauspielerberuf. Er erhält eine Sprecherausbildung beim Rundfunk der DDR und wirkt in diversen Hörspielen mit.
1998 bis 2002 absolviert er seine Ausbildung zum Schauspieler an der Hochschule für Musik und Theater Leipzig.
1996 gründete er zusammen mit Steffen Magirius (Bass), Felix Lösch (Djembe) und Gari Walkowitz (Schlagzeug) die Band Schrottfisch. Erweitert um René Lindstedt (Gitarre) und in wechselnder Besetzung am Schlagzeug (Ralph Harting, Leonardo von Papp, Andreas Albrecht) gewinnen sie mit dem Projekt den Rio Reiser Songpreis. 2003 triumphieren sie beim John Lennon Talent Award und veröffentlichen die EP „Um Übermorgen“. Schrottfisch spielen in zehn Jahren über 300 Konzerte (u. a. mit Seeed, Nena, Mia, Tele, Juli, Bosse…) und begeistern dabei ihre Zuhörer, bis sie sich 2006 auflösen.
Neben seiner Tätigkeit in verschiedenen Theaterensembles (u. a Schauspiel Leipzig, Theater an der Parkaue, Hans Otto Theater Potsdam, Schauspielhaus Zürich), komponiert Ilja Schierbaum Theater- und Filmmusik und tourt als Singer-Songwriter durch Deutschland.
Ende November 2009 erschien sein Solo-Debüt Album Terror. Im Frühling 2011 veröffentlichte er erstmals ein Live-Album.
Große Aufmerksamkeit erhielt Ilja Schierbaums Projekt, mit einem selbstgebauten, riesigen Papierschiff über die Spree zu fahren. Diese Aktion fand im Rahmen des Erscheinens seines 2012 veröffentlichten Studioalbums „Schiffe Schräg“ unter Begleitung verschiedener Radiosender und Presseagenturen statt. Mit einem aus Tetra-Pak-Verbundstoff gefertigten, mannshohen Faltboot schwamm der Sänger und Songschreiber mitten durch Berlin.

## Diskografie
- 1998 „Leute wie ich und nebenan“ (SCHROTTFISCH Records)
- 2001 „Berlin macht Schule“ Sampler (V2/Fritz)
- 2002 „Wir müssen bis morgen reichen“ Sampler (KOOK)
- 2003 „Kinder des Teufels“ Bühnenmusik (SCHROTTFISCH Records)
- 2003 „Strandgut 2“ Sampler (Insel)
- 2004 „Um Übermorgen“ (SCHROTTFISCH-Records / Universal)
- 2005 „SCHROTTFISCH Live - Tour Spezial“ (limit. Demo)
- 2006 „Wie viele Wünsche“ (exkl. Internetveröffentlichung)
- 2009 „Terror“ (Silberblick-Musik)
- 2011 „Nur Wir - Livesongs“ (Silberblick-Musik)
- 2012 „Schiffe Schräg“ (Silberblick-Musik)

## Hörspiele
- 1991: Linde von Kayserlingk: Aber am meisten mitten im Herzen (Kuddel) – Regie: Beate Rosch (Kinderhörspiel/Kurzhörspiel – Funkhaus Berlin)